# الدوري الكوري الشمالي لكرة القدم 2013
الدوري الكوري الشمالي لكرة القدم 2013 هو موسم من الدوري الكوري الشمالي لكرة القدم. فاز فيه نادي أبريل 25.